# Dilema del voluntario
El juego del dilema del voluntario describe una situación en la que cada uno de los jugadores debe sopesar si hace un sacrificio por la comunidad o se abstiene y espera que sea otro quien tome esa iniciativa (rol que se denomina «polizón»).
Un ejemplo es si se fuera la electricidad en todo un barrio. Todos los habitantes saben que la compañía eléctrica solucionará el problema, siempre y cuando al menos una persona llame para notificar, lo que le causará algún costo económico. Si no hay voluntarios, no hay beneficio para ningún participante. Si alguien llama voluntariamente, el resto obtiene el beneficio y el voluntario paga el coste.
Una variante posible es que el voluntario no se beneficie de su acción. En tal caso, hay un incentivo mayor para ser un polizón y no para sacrificarse. 
Los fenómenos sociales del efecto espectador y difusión de la responsabilidad en gran medida están relacionados con el dilema del voluntario.
|                                      | Al menos una persona es voluntario | Todos dicen, dejemos que otro lo haga |
| Usted es el voluntario               | 1                                  | —                                     |
| Usted dice, dejemos que otro lo haga | 2                                  | 0                                     |

Cuando el dilema del voluntario tiene lugar entre los dos jugadores, el juego toma la forma del "juego de la gallina". Como se ve por la matriz de pagos, no hay una estrategia dominante en el dilema del voluntario. En un equilibrio de Nash de estrategias mixtas, conforme se da un aumento de jugadores se reducirá la probabilidad de que cualquiera de los jugadores sea voluntario y disminuirá la probabilidad de que al menos una persona sea voluntaria, lo cual es un resultado del efecto espectador.